# Domaine d'Iwamurada
Le domaine d'Iwamurada (岩村田藩, Iwamurada-han) est un fief féodal japonais de l'époque d'Edo situé dans la province de Shinano (actuelle préfecture de Nagano). Il était dirigé à partir du jin'ya d'Iwamurada dans l'actuelle ville de Saku par une branche cadette du clan Naitō pendant la totalité de son existence.

## Histoire
En 1703, Naitō Masatomo, daimyō du domaine d'Akanuma situé dans la province de Musashi, échange ses terres dispersées de Musashi, Kōzuke, Hitachi, Kazusa et Shimōsa pour un fief composé de 27 villages et d'un kokudaka de 16 000 koku situé dans la province de Shinano. Cette date marque le début du domaine d'Iwamurada et ses descendants continueront de le diriger jusqu'à la restauration de Meiji.
Le 6e daimyō, Naitō Masatsuna, est un frère de Mizuno Tadakuni et sert comme rōjū dans l'administration du shogunat Tokugawa. Durant ce temps, le statut du domaine est élevé à celui de « domaine de château », bien qu'aucun château n'y soit construit.
Durant la guerre de Boshin, le domaine passe rapidement dans le camp impérial et participe à la bataille du château d'Utsunomiya, à la bataille de Hokuetsu et à la bataille d'Aizu. En juillet 1871, lors de l'abolition du système han, le domaine d'Iwamurada devient brièvement la préfecture d'Iwamurada qui est ensuite absorbée dans la nouvelle préfecture de Nagano. Durant le gouvernement de Meiji, Naitō Masanobu, le dernier daimyō d'Iwamurada, reçoit le titre de vicomte (shishaku) selon le système de noblesse kazoku.

## Possessions à la fin de l'époque d'Edo
Comme la plupart des domaines japonais, Iwamurada est composé de plusieurs territoires discontinus dont la valeur kokudaka est fondée sur une estimation périodique du potentiel agricole,.
- Province de Shinano
  - 4 villages dans le district de Chiiisagata
  - 20 villages dans le district de Saku

## Liste des daimyōs
| #                            | Nom                        | Règne     | Titre de courtoisie      | Rang de cour            | Kokudaka           | Notes                                 |
| ---------------------------- | -------------------------- | --------- | ------------------------ | ----------------------- | ------------------ | ------------------------------------- |
| Clan Naitō (fudai) 1703-1871 |                            |           |                          |                         |                    |                                       |
| 1                            | Naitō Masatomo (内藤正友)  | 1703-1711 | Shikibu-shōyu (式部少輔) | 5e inférieur (従五位下) | 16 000 koku        | Transféré depuis le domaine d'Akanuma |
| 2                            | Naitō Masayuki (内藤正敬)  | 1711-1746 | Shimōsa-no-kami (下総守) | 5e inférieur (従五位下) | 16 000 koku        |                                       |
| 3                            | Naitō Masasuke (内藤正弼)  | 1746-1770 | Mino-no-kami (美濃守)    | 5e inférieur (従五位下) | 16 000➜15 000 koku |                                       |
| 4                            | Naitō Masaoki (内藤正興)   | 1770-1792 | Shima-no-kami (志摩守)   | 5e inférieur (従五位下) | 15 000 koku        |                                       |
| 5                            | Naitō Masakuni (内藤正国)  | 1792-1802 | Mino-no-kami (美濃守)    | 5e inférieur (従五位下) | 15 000 koku        |                                       |
| 6                            | Naitō Masatsuna (内藤正縄) | 1802-1860 | Bungo-no-kami (豊後守)   | 5e inférieur (従五位下) | 15 000 koku        |                                       |
| 7                            | Naitō Masaakira (内藤正誠) | 1860-1871 | Shima-no-kami (志摩守)   | 5e inférieur (従五位下) | 15 000 koku        |                                       |